# NGC 1278
NGC 1278 is een elliptisch sterrenstelsel in het sterrenbeeld Perseus. Het hemelobject werd op 17 oktober 1786 ontdekt door de Duits-Britse astronoom William Herschel.

## Synoniemen
- IC 1907
- PGC 12438
- UGC 2670
- MCG 7-7-65
- ZWG 540.105